# Svätuš
Svätuš (in ungherese: Szenteske) è un comune della Slovacchia facente parte del Distretto di Sobrance, nella regione di Košice.